# Donji Galjipovci
Donji Galjipovci (cyr. Доњи Гаљиповци) – wieś w Bośni i Hercegowinie, w Republice Serbskiej, w gminie Prnjavor. W 2013 roku liczyła 433 mieszkańców.